# Garçon de cour
Garçon de cour est un métier équestre.S'occupe de l'entretien des écuries de courses (Galop). Donne le foin aux chevaux, nettoie la litière des chevaux et fait de petits travaux d'entretien, aide parfois le vétérinaire dans des tâches et peut avoir à  s'occuper de quelques soins.

## Présentation
Au sein d'une écurie de course, il assure le soin aux chevaux et il est chargé des travaux de nettoyage et d'entretien des écuries. 

## Formation
Aucune formation spécifique n'est exigée mais le CAPA option soigneur d'équidés ou lad jockey et le BEPA entrainement du cheval de compétition sont proposés.